# اگدزاکیشلاگ
اگدزاکیشلاگ (به لاتین: Agdzhakishlag) یک روستا در ارمنستان است که در ایروان واقع شده‌است.